# (32800) 1990 QC19
1990 كيو سي 19 (ويعرف أيضًا باسم (32800) 1990 كيو سي 19 وفق تسمية الكوكب الصغير) (بالإنجليزية: 1990 QC19)‏ هو كويكب ضمن حزام الكويكبات؛ وترتيبه 32800 من حيث الاكتشاف.
اكتُشف هذا الجُرم الفلكي بواسطة بيري روز في 17 أغسطس 1990.

## وصلات خارجية
- (32800) 1990 QC19 في قاعدة بيانات مختبر الدفع النفاث لأجرام النظام الشمسي الصغيرة

- الاكتشاف · مخطط المدار ·  العناصر المدارية · المعلمات المادية

- (32800) 1990 QC19 على موقع ويكي سكاي: DSS2, SDSS, GALEX, IRAS, Hydrogen α, X-Ray, Astrophoto, Sky Map, Articles and images